# 张衍 (1917年)
张衍（1917年4月—2003年8月3日），原名张剑凯、字任侠，男，祖籍山东省滕县大坞镇东洋汶村，生于安徽灵璧大庙乡高宅村，中华人民共和国政治人物，中国人民解放军开国少将，曾任国防科技大学校长，国家计划委员会副主任，第六、七届全国政协委员。

## 生平
1928年就读睢宁李集小学，受教师王健民（共产党员）影响，向往苏联革命。“九·一八”事变后在蚌埠江淮中学参加援助黑龙江江桥抗战的抗日义勇军“援黑队”，到北平面见过张学良，要求赴东北抗日，后被张学良劝回。1935年在的凤阳的安徽省立第五师范学校参加学生救国会响应“一二·九”学生运动。1937年10月赴陕北，入安吴战时青年训练班、延安抗大学习。1938年2月入党。1938年4月从抗大教员训练队选送延安马列学院第一期学习。1938年11月回抗大工作，历任抗大总校政治教员、营主任教员、大队主任教员、抗大六分校政教科长。1944年10月任八路军前总情报处材料科（二科）科长，参加豫北战役。
1945年11月平汉战役后任高树勋起义部队“民主建国军”政治部组织部长兼军官训练团教育团长。1947年8月任晋冀鲁豫野战军第九纵队政治部敌工部长，随部南渡黄河转战于豫西伏牛山地区。1947年11月组建豫陕鄂第五地委任地委副书记兼军分区副政委（主持工作），辖临汝、宝丰、郏县、禹县、鲁山、襄城等六县，半年组建5个独立团。1948年9月调中原军政大学任政治部副主任兼第一总队政治委员。1949年6月任第二野战军军政大学政治部宣教部部长。
1950年任西南军政大学政治部副主任。1951年冬第二高级步校政治部主任、代理党委书记。1952年9月参与筹建哈尔滨军事工程学院任政治部副主任、主任。1961年晋升少将军衔。1965年10月任中国人民解放军军事电信工程学院政委。1966年任西北电讯工程学院党委书记。1973年10月恢复工作后任西北电讯工程学院党委书记。1976年7月任国防科委第十研究院党委书记。1977年7月任国家计委（主任余秋里）副主任，分管文教、政工、办公厅和军工企业等项工作。1979年1月任国防科委副主任兼国防科技大学校长。1983年冬调中央军委整党办公室主持日常工作。1998年离休。
2003年逝世后，安葬在滕州市大坞镇仁山，滕州市委、市政府为张衍建立了纪念碑亭。